# Љубав у Тоскани
Љубав у Тоскани је модернистички текст Милоша Црњанског објављен 1930. године. Ово је сложен и вишезначан текст, који је у критици дефинисан и као путопис и као нова форма романа, настао као покушај превазилажења ограничења путописног жанра, са тежњом да се хронотоп пута, путописни дискурс и митска слика Италије у књижевности, па и култури, десемантизују и претворе у средства за изражавање, односно остваривање другачијих значења која су програмска, пре свега суматраистичка. Објављивање текста, пратила је и одложила полемика вођена између Црњанског и Марка Цара, у часопису Време. Због негативне Цареве оцене, Српска књижевна задруга је одбила да објави путопис. Како је далековидо закључила Исидора Секулић исте 1929. године: Заиста, рељеф и дубина једне земље није у историји, није ни у уметности, само је у љубави. Црњански се користио богатом скалом модуса напуштања и превазилажења путописне форме, што би се данас могло дефинисати и као једна модернистичка потрага за новом формом романа, предузета управо да би се правом путописном вратило, тачније да би се право путописно остварило. Два најкарактеристичнија поступка Црњанског јесу: укидање аутобиографског ја и прелазак са наративности на текстуалност. Ово нису у тадашњој књижевности нови и непознати поступци, али су мајсторски доследно спроведени на свим нивоима, што тексту даје додатну вредност. То је значило естетизацију онога што до сада није било естетизовано: културолошко, историјско, филозофско, друштвено и чињенично бива транспоновано на "лични план", а знање функционише као троп. То даље значи да је знање текстуализовано, није више анонимно; припада неком аутору (Црњански при томе остаје намерно недоречен у навођењу, у складу са модернистичким поимањем књижевне структуре) и написано је у неком тексту. Као једини начин хијерархизације (структурализације) текста остаје могућност ланчаног читања-писања. Ланчано читање подразумева нарочит однос између читаног и писаног, али су овде у тај однос, у складу са поетиком суматраизма, укључени и сами писци, тачније њихови животи, али и они врло често у једној текстуализованој варијанти: различитим аутобиографским и биографским текстовима. Тако се појављује удвостручена слика Италије која настаје дијалогизацијом односа између Италије у путопису и боравка у Италији као биографске чињенице. На највишем нивоу ово значи: од Италије у литератури, топоса уметности, културе, љубави, лепоте и природе до фикционалне Италије засноване ипак на документарној подлози, утопистичког хронотопа и симбола раста и рађања.